# Massaua (métro de Turin)
Massaua est une station de la ligne 1 du métro de Turin, située corso Francia, la plus longue avenue de Turin.